# Abraham Thauvonius
Abraham Thauvonius, född 1622 i Halikko, död 27 januari 1679 i Viborg, var en finländsk biskop. 
Thauvonius antecknades som student vid Kungliga Akademien i Åbo 1639, promoverades i Dorpat 1647 till filosofie magister samt utnämndes 1649 till physices och botanices professor vid Kungliga Akademien i Åbo. Thauvonius blev 1659 teologie professor och promoverades 1665 till teologie doktor. Efter att sedan 1667 ha varit superintendent i Narva intog han 1672 biskopsstolen i Viborg. 
Som professor i botanik företog Thauvonius ofta, åtföljd av ett stort antal studerande, botaniska exkursioner och förberedde sålunda en på iakttagelse grundad naturforskning. Men som naturvetenskaplig författare är han rent spekulativ. En av honom 1650 utgiven avhandling De forma behandlar formen som den inre orsak (grund), som bestämmer en naturkropps tillvaro och framträdelsesätt. I en senare avhandling, De anima in genere (1652), vilken kan betraktas som en fortsättning av den föregående, undersöker han själen som "grundbestämningen till fortsatt verksamhet i en organiserad naturkropp" och betraktar själen som vegetativ, sensitiv eller rationell.